# Taha Akgül
Taha Akgül (Sivas, 22 de noviembre de 1990) es un deportista turco que compite en lucha libre.
Participó en cuatro Juegos Olímpicos de Verano entre los años 2012 y 2024, obteniendo tres medallas en la categoría 125 kg: oro en Río de Janeiro 2016, bronce en Tokio 2020 y bronce en París 2024.

## Palmarés internacional
| Juegos Olímpicos | Juegos Olímpicos        | Juegos Olímpicos  | Juegos Olímpicos |
| Año              | Lugar                   | Medalla           | Categoría        |
| ---------------- | ----------------------- | ----------------- | ---------------- |
| 2016             | Río de Janeiro (Brasil) | Medalla de oro    | 125 kg           |
| 2020             | Tokio (Japón)           | Medalla de bronce | 125 kg           |
| 2024             | París (Francia)         | Medalla de bronce | 125 kg           |